# George Peabody Gooch
George Peabody Gooch (geboren 21. Oktober 1873 in London; gestorben 31. August 1968 ebenda) war ein britischer Historiker.

## Leben
George Peabody Gooch wurde als Sohn eines sehr wohlhabenden Kaufmanns geboren. Er studierte Geschichte in Cambridge, London, drei Jahre in Berlin und in Paris. Da er wirtschaftlich unabhängig war, strebte er nach Abschluss des Studiums keine bezahlte Professur an, sondern begnügte sich mit dem Titel eines Fellow des Trinity Colleges in Oxford. Er war mit einer Deutschen verheiratet.
Gooch war ein liberaler, auch politisch interessierter und aktiver Geist, der als liberaler Abgeordneter von 1906 bis 1910 im britischen Unterhaus saß. Gooch war bemüht, Geschichte in Zusammenhängen darzustellen, wobei er durch seine Analysen der modernen Geschichtsschreibung und der politischen Ideen in seinem Werk über englische politische Ideen im 17. Jahrhundert und über die politischen Gedanken in England von Bacon bis Halifax sich einen Namen machte. Mit Interesse wandte er sich auch der deutschen Geschichte zu, wobei er für Verständnis für die deutsche Geschichte und Geschichtswissenschaft warb.
Im Laufe seines langen Lebens erlangten auch seine großen Biographien Beachtung, vor allem die über Friedrich den Großen (1947) und Ludwig XV. (1956).
Auch in den einschlägigen wissenschaftlichen Gesellschaften und Beratungsgremien war er aktiv: So leitete er von 1922 bis 1925 die Historical Association und von 1933 bis 1936 das National Peace Council. Außerdem wurde ihm die Herausgabe der dreibändigen Cambridge History of British Foreign Policy (1922–1923) und der British Dokuments on the Origins of the War in 11 Bänden (1926–1938; zusammen mit Harold Temperley) übertragen. Zusätzlich war er von 1911 bis 1960 Schriftleiter der liberalen Zeitschrift Contemporary Review. 1926 wurde er Mitglied (Fellow) der British Academy. 1927 wurde er zum korrespondierenden Mitglied der Göttinger Akademie der Wissenschaften gewählt. Für seine wissenschaftlichen Leistungen wurde er am 31. Mai 1954 in den Orden Pour le Mérite für Wissenschaft und Künste als ausländisches Mitglied aufgenommen.

## Schriften (Auswahl)
- English democratic ideas in the 17. century, Cambridge University Press 1898, 1927, Archive
- Beiträge zur The Cambridge Modern History:
  - Europe and the French Revolution, Band 8, 1904
  - Great Britain and Ireland, 1792-1815, Band 9, 1906
  - Great Britain and Ireland (1832–41), Band 10, 1907
  - The Growth of Historical Science, Band 12, 1910
- History of our time 1885-1911, Henry Holt 1911, Archive
- A century of British Foreign Policy, 1917, Archive
- Nationalism, London: Swarthmore Press, New York: Harcourt Brace Howe 1920, Archive
- Life of Lord Courtney, Macmillan 1920, Archive
- French Revolution, Macmillan 1920, Archive
- Germany and the French Revolution, Longmans, Green 1920,  London: Cass 1965, Archive
- Franco-German Relations 1871-1914 : The Creighton lecture for 1923, Longmans, Green 1923, New York: Russell and Russell 1967
- History of modern Europe, 1878-1919, New York: Holt 1923, Archive
- German mind since the war, London 1925
- Germany, London: E. Benn 1925
  - Deutsche Übersetzung: Deutschland, Berlin: Wasmuth 1925
- Studies in Modern History, Longmans Green 1931
- Political thought in England from Bacon to Halifax, London: Butterworth 1937, Archive
- Studies in Diplomacy and Statecraft, Longmans, Green 1942, New York: Russell and Russell 1969
- Courts and Cabinets, Longmans, Green 1944
- Frederick the Great, Longmans, Green 1947
  - Deutsch: Friedrich der Große, Heyne Taschenbuch 1975, 1995
- History and Historians in the 19. century, Longmans, Green, 2. Auflage 1952, Archive
  - Deutsche Übersetzung: Geschichte und Geschichtsschreiber im 19. Jahrhundert, S. Fischer 1964
- Maria Theresa and other studies, Longmans Green 1951
- Catherine the Great and other studies, London: Longmans, Green 1954
- Louis XV: the monarchy in decline, New York, London: Longmans, Green 1956
- The second Empire, Longmans 1960
- French Profiles, Longman 1961
- Before the war: studies in diplomacy, 2 Bände,  Russell and Russell 1967
- Studies in German History, Longmans, Green 1948, Russell and Russell 1969